# Seedheehuraa
Seedheehuraa ist eine winzige Insel des Mulaku-Atolls (Meemu Atolhu) im Süden des Inselstaates Malediven in der Lakkadivensee des Indischen Ozeans.

## Geographie
Die Insel liegt im Ostsaum des Atolls zusammen mit Gongalihuraa und Seedheehuraaveligandu.